# Helen Walker

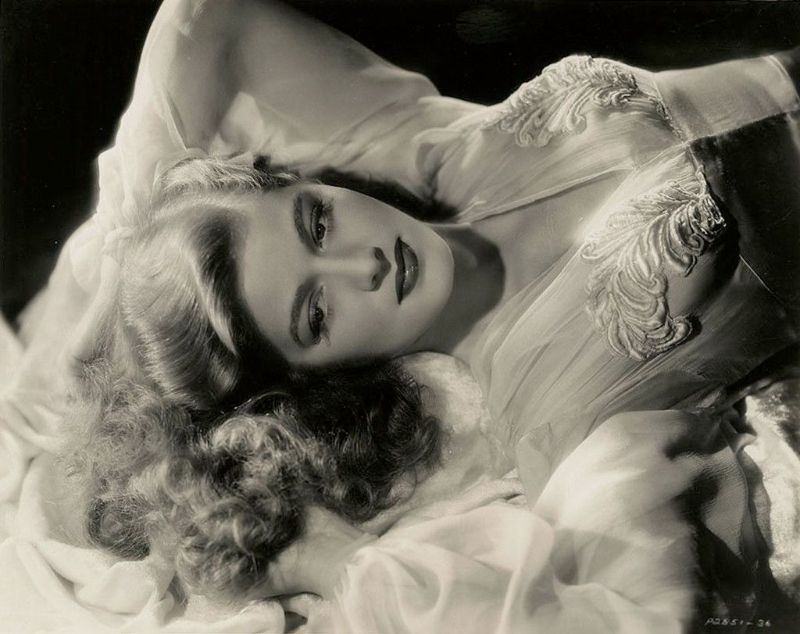
Helen Walker (1948)

Helen Walker (* 17. Juli 1920 in Worcester, Massachusetts; † 10. März 1968 in North Hollywood, Kalifornien) war eine US-amerikanische Schauspielerin.

## Leben und Karriere
Helen Walker begann ihre Schauspielkarriere beim Theater und gab im Januar 1942 ihr Broadway-Debüt im Stück Jason, welches für sie zum Sprungbrett nach Hollywood werden sollte. Gleich in ihrem Filmdebüt Lucky Jordon (1942) erhielt sie die weibliche Hauptrolle an der Seite von Alan Ladd, der in diesem Film als arroganter Gangster in die Armee eingezogen wird. In den folgenden Jahren spielte sie meist ebenso intelligente wie schöne Frauen, besonders häufig in Komödien. Walker spielte in Allan Dwans Hilfe, ich bin Millionär (1945) die weibliche Hauptrolle an der Seite von Dennis O’Keefe und erhielt eine tragende Nebenrolle als englische Upper-Class-Schönheit in Ernst Lubitschs letztem von ihm vollendeten Film, Cluny Brown auf Freiersfüßen (1946) mit Jennifer Jones und Charles Boyer.
Gerade als sich ihre Karriere im Aufwind befand, verursachte sie 1946 einen Autounfall, bei dem sie schwer verletzt wurde. Ein bei Walker mitfahrender 21-jähriger Soldat starb bei dem Unfall, zwei weitere ebenfalls mitfahrende Soldaten überlebten schwer verletzt. Die zwei überlebenden Soldaten verklagten Walker auf 150.000 US-Dollar mit dem Vorwurf, sie sei zu schnell und alkoholisiert gefahren. Zwar wurde die Klage später abgewiesen und der Vorwurf des Alkoholkonsums konnte nicht nachgewiesen werden, doch das Image von Helen Walker litt dauerhaft unter dem Vorfall.
Ende der 1940er-Jahre spielte Walker vermehrt in Kriminalfilmen, beispielsweise neben Tyrone Power und Joan Blondell in Der Scharlatan (1947) sowie als fürsorgliche Ehefrau von James Stewart in Kennwort 777 (1948). In Arthur Lubins Film noir Impact übernahm sie im Jahr 1949 die weibliche Hauptrolle einer Femme fatale, die ihren von Brian Donlevy gespielten Mann hintergeht. In den 1950er-Jahren war sie erstmals auch für das neue Medium Fernsehen tätig, doch insgesamt ließ die Qualität der Rollenangebote nach. Zuletzt war sie 1960 in der Fernsehserie Anwalt der Gerechtigkeit mit Macdonald Carey zu sehen.
Ebenfalls 1960 brannte Walkers Haus nieder und verschiedene Schauspielfreunde sammelten mit Benefizaktionen Geld für die Schauspielerin. Die zweimal geschiedene Schauspielerin starb im März 1968 mit nur 47 Jahren an einer Krebserkrankung.

## Filmografie
- 1942: Gangsterfalle (Lucky Jordan)
- 1943: The Good Fellows
- 1944: Abroad with Two Yanks
- 1945: The Man in Half Moon Street
- 1945: Hilfe, ich bin Millionär (Brewster’s Millions)
- 1945: Murder, He Says
- 1945: Duffy’s Tavern
- 1946: People Are Funny
- 1946: Murder in the Music Hall
- 1946: Cluny Brown auf Freiersfüßen (Cluny Brown)
- 1946: Her Adventurous Night
- 1947: Endspurt (The Homestretch)
- 1947: Der Scharlatan (Nightmare Alley)
- 1948: Kennwort 777 (Call Northside 777)
- 1948: My Dear Secretary
- 1949: Impact
- 1951: My True Story
- 1953: Problem Girls
- 1955: Geheimring 99 (The Big Combo)
- 1956: Polizeibericht (Dragnet; Fernsehserie, 1 Folge)
- 1957: The 20th Century-Fox Hour (Fernsehserie, 1 Folge)
- 1960: Anwalt der Gerechtigkeit (Lock Up; Fernsehserie, 2 Folgen)